# Erasmusfestival
Het Erasmusfestival is een cultureel festival in 's-Hertogenbosch en is vernoemd naar Desiderius Erasmus. Het wordt gehouden ter ere van de uitreiking van de Erasmusprijs in Amsterdam. Op het festival staat het thema vormgeving centraal. Er zijn dansvoorstellingen, balletvoorstellingen, maar ook exposities en worden er films vertoond. Daarnaast worden er ook workshops gehouden. Het festival wordt alleen op de even jaren gehouden.

## Waarom in 's-Hertogenbosch?
De Brabantse hoofdstad heeft meer met Erasmus te maken, dan men van tevoren zou denken. Kort na de geboorte verliet Erasmus het gezin waarin hij opgroeide in zijn geboortestad. Hij zou daarna nooit meer terugkomen. Toen hij nog een tiener was, stierven zijn beide ouders en werd hij verder opgevoed door een voogd. Op 17-jarige leeftijd zat hij op de Broeders des Gemenen Levens, een Bossche Latijnse school. Hier studeerde hij vervolgens drie jaar lang. 
Uiteindelijk vestigde hij zich in verschillende landen, zoals Frankrijk, Engeland, maar ook Zwitserland, waar hij uiteindelijk stierf in Bazel. Af en toe kwam hij in Brabant, waar hij in steden zoals Mechelen, Leuven en Anderlecht verbleef. Kort voor zijn dood in Bazel, schreef hij: "Och, was Brabant maar dichterbij."
In 2006 bezochten onder meer Prins Willem-Alexander en prinses Máxima het festival.